# Cuneogaster inae
Cuneogaster inae is een insect dat behoort tot de orde vliesvleugeligen (Hymenoptera) en de familie van de schildwespen (Braconidae). De wetenschappelijke naam van de soort werd voor het eerst geldig gepubliceerd door Choi & Whitfield in 2006. Het is de typesoort van het nieuwe geslacht Cuneogaster dat de auteurs in dezelfde publicatie beschreven. De soort komt voor in het Neotropisch gebied; het holotype is afkomstig uit Parque Nacional Natural Tayrona in het departement Magdalena in Colombia.